# Chilobrachys fimbriatus
Espèce
Synonymes
- Ischnocolus decoratus Tikader, 1977

Statut de conservation UICN

 LC  : Préoccupation mineure
Chilobrachys fimbriatus est une espèce d'araignées mygalomorphes de la famille des Theraphosidae.

## Distribution
Cette espèce est endémique d'Inde. Elle rencontre dans les États du Maharashtra et du Karnataka dans les Ghâts occidentaux.

## Publication originale
- Pocock, 1899 : Diagnoses of some new Indian Arachnida. Journal of the Bombay Natural History Society, vol. 12, p. 744-753.